# 愛あれば命は永遠に
『愛あれば命は永遠に』（あいあればいのちはとわに）は、宝塚歌劇団の上演作品。1985年3月28日～5月7日宝塚大劇場 、同年7月4日～7月30日東京宝塚劇場において花組が上演した。新人公演は大劇場が4月16日、東京が7月16日であった。
形式名は「宝塚グランド・ロマン」。宝塚は2部35場。東京は2部33場。
ナポレオンと皇后ジョセフィーヌの波乱万丈の愛の軌跡を描いた。
71期生の初舞台公演、花組トップ娘役・若葉ひろみのサヨナラ公演だった。

## 主な登場人物
- ナポレオン・ボナパルト - 野心に燃える若き軍人、後のフランス皇帝
- ジョセフィーヌ - 社交界の名花、後のフランス皇后
- イポリット・シャルル大尉 - ジョセフィーヌの愛人
- バラス将軍 - ジョセフィーヌのパトロン、ナポレオンの上官

## 主な配役
本公演
- ナポレオン・ボナパルト[4]、エロイカ[4]、ブロー[4] - 高汐巴
- ジョセフィーヌ[4]、ルージュ[4] - 若葉ひろみ
- イポリット・シャルル大尉[4]、エロイカ[4]、ブラン[4] - 大浦みずき
- バラス将軍[4]、エロイカ[4] - 榛名由梨（専科、特別出演）
- デスマズ[4]、歌う紳士[4] - 朝香じゅん
- レッティツィア[4] - 恵さかえ
- ジョセフ[4] - なかいおり
- リュシアン[4]  - 真汐ちなみ
- ポーリーヌ[4]、歌う淑女[4] - 秋篠美帆
- ウージェーヌ[4] - 幸和希
- ベートーベン[4] - 瀬川佳英
- ボアネル夫人[4]、エロイカ[4] - 但馬久美
- ポンピニアン夫人[4] - 小柳日鶴
- タリアン夫人[4] - 宝純子
- 小公子[4] - 真矢みき
- 小公女A[4] - 水原環
- 小公女B - 神奈美帆[4]（宝塚）、聖真澄[2]（東京）
- 歌う淑女[4] - ひびき美都
- トリコロールの歌手 - 月丘千景[2]（東京）

新人公演
第一部とフィナーレのみ
- ナポレオン、ブロー - 真矢みき[3]
- ジョセフィーヌ、ルージュ - 梢真奈美[3]
- シャルル大尉 、ブラン - 安寿ミラ[3]
- バラス将軍、エロイカ - 翼悠貴[3]
- デスマズ、歌う紳士 - 友麻夏希[3]
- ベートーベン、エロイカ - 友樹こころ[3]
- レッティツィア - 由梨かおる[3]
- ジョセフ - 舵一星[3]
- リュシアン - 南海里[3]
- ポーリーヌ、歌う淑女 - 水原環[3]
- 小公子[3] - 大潮ますみ・馮裕華・鮎ゆうき
- 歌う淑女 - 峰丘奈知[3]
- エロイカ[3] - 大空希望・三矢直生
- ラコスト嬢 - ?（宝塚）、愛風ひかる[3]（東京）
- 小公女A - ?（宝塚）、若草葉子[3]（東京）
- 小公女B - ?（宝塚）、華陽子[3]（東京）

## 主な楽曲
- 愛あれば命は永遠に

備考 宝塚歌劇団花組公演 「愛あれば命は永遠に」ナポレオンとジョセフィーヌ TMP1086〜87(LPレコード)

## あらすじ
1795年暮。パリ・オペラ座に政府軍総司令官バラス将軍をはじめとする社交界の名士が顔をそろえていた。そこには若き軍人ナポレオンの姿もあった。ナポレオンは、社交界の花とうたわれるジョセフィーヌの虜となる。バラスをパトロンとしていたジョセフィーヌには、年下の無骨な軍人ナポレオンの愛は重荷なだけ。だが、その一途さにやがて心を打たれる。バラスのとりなしもあり、2人は1796年に結婚する。だが結婚直後からナポレオンは遠征に明け暮れ、パリに残ったジョセフィーヌはシャルル大尉と浮名を流す。ナポレオンは愛と憎しみにさいなまれる……。

## スタッフ
- 作・演出：植田紳爾[1][2]
- 作曲・編曲：寺田瀧雄[4]
- 編曲[4]：入江薫・河崎恒夫・高橋城
- 音楽指揮：野村陽児[4]（第一部・宝塚）・岡田良機[4]（第二部・宝塚）、大谷肇[2]（東京）
- 振付[4]：喜多弘・岡正躬・羽山紀代美・黒瀧月紀夫
- バレエ指導：谷伴子[4]
- 装置：渡辺正男[4]
- 衣装：静間潮太郎[4]
- 照明：今井直次[4]
- 小道具：上田特市[4]
- 効果：川ノ上智洋[4]
- 音響監督：松永浩志[4]
- 演技監督：美吉左久子[4]
- 演出助手[4]：谷正純・日比野桃子
- 舞台進行[4]：渡辺勝彦・高階弘之
- 制作：田中拓助[4]
- 製作担当：横山美次[2]（東京）